# FC Union Nové Zámky
Der FC Union Nové Zámky ist ein slowakischer Frauenfußballverein aus Nové Zámky.

## Geschichte
Der Verein wurde 2002 gegründet und stieg erstmals 2006/07 in die I. liga žien auf. Erst in der Saison 2011/12 machte der Verein auf sich aufmerksam, als sie den 2. Platz in der Liga schafften. Eine Saison später machte es der Verein noch besser und gewann knapp die Meisterschaft vor der Mannschaft Lady Team Bratislava. Mit dem Erfolg qualifizierten sie sich für die UEFA Women’s Champions League, wo sie bereits in der Vorrunde ausschieden. 2014 und 2015 gewann der Verein jeweils das Double aus Meisterschaft und Pokalsieg.

## Erfolge
- Slowakischer Meister: 2013, 2014, 2015
- Slowakischer Pokalsieger: 2014, 2015

## UEFA Women’s Champions League
| Wettbewerb                            | Runde               | Gegner               | Spiel |
| ------------------------------------- | ------------------- | -------------------- | ----- |
| UEFA Women’s Champions League 2013/14 | Gruppe 7 in Paphos  | Apollon Limassol     | 0:2   |
| UEFA Women’s Champions League 2013/14 | Gruppe 7 in Paphos  | ASA Tel-Aviv FC      | 0:0   |
| UEFA Women’s Champions League 2013/14 | Gruppe 7 in Paphos  | CS Goliador Chișinău | 6:0   |
| UEFA Women’s Champions League 2014/15 | Gruppe 4 in Glasgow | Glasgow City LFC     | 0:5   |
| UEFA Women’s Champions League 2014/15 | Gruppe 4 in Glasgow | Schytlobud-1 Charkiw | 1:3   |
| UEFA Women’s Champions League 2014/15 | Gruppe 4 in Glasgow | Belfast United LFC   | 2:5   |
| UEFA Women’s Champions League 2015/16 | Gruppe 8 in Vantaa  | PK-35 Vantaa         | 0:9   |
| UEFA Women’s Champions League 2015/16 | Gruppe 8 in Vantaa  | Schytlobud-1 Charkiw | 0:5   |
| UEFA Women’s Champions League 2015/16 | Gruppe 8 in Vantaa  | Rīgas FS             | 2:3   |